# Hormetica scrobiculata
Hormetica scrobiculata es una especie de insecto blatodeo de la familia Blaberidae, subfamilia Blaberinae.

## Distribución geográfica
Se pueden encontrar en Brasil.

## Sinónimos
- Brachycola laevicollis Serville, 1839.
- Brachycola robusta Serville, 1839.